# Giovanni Battista Tortiroli

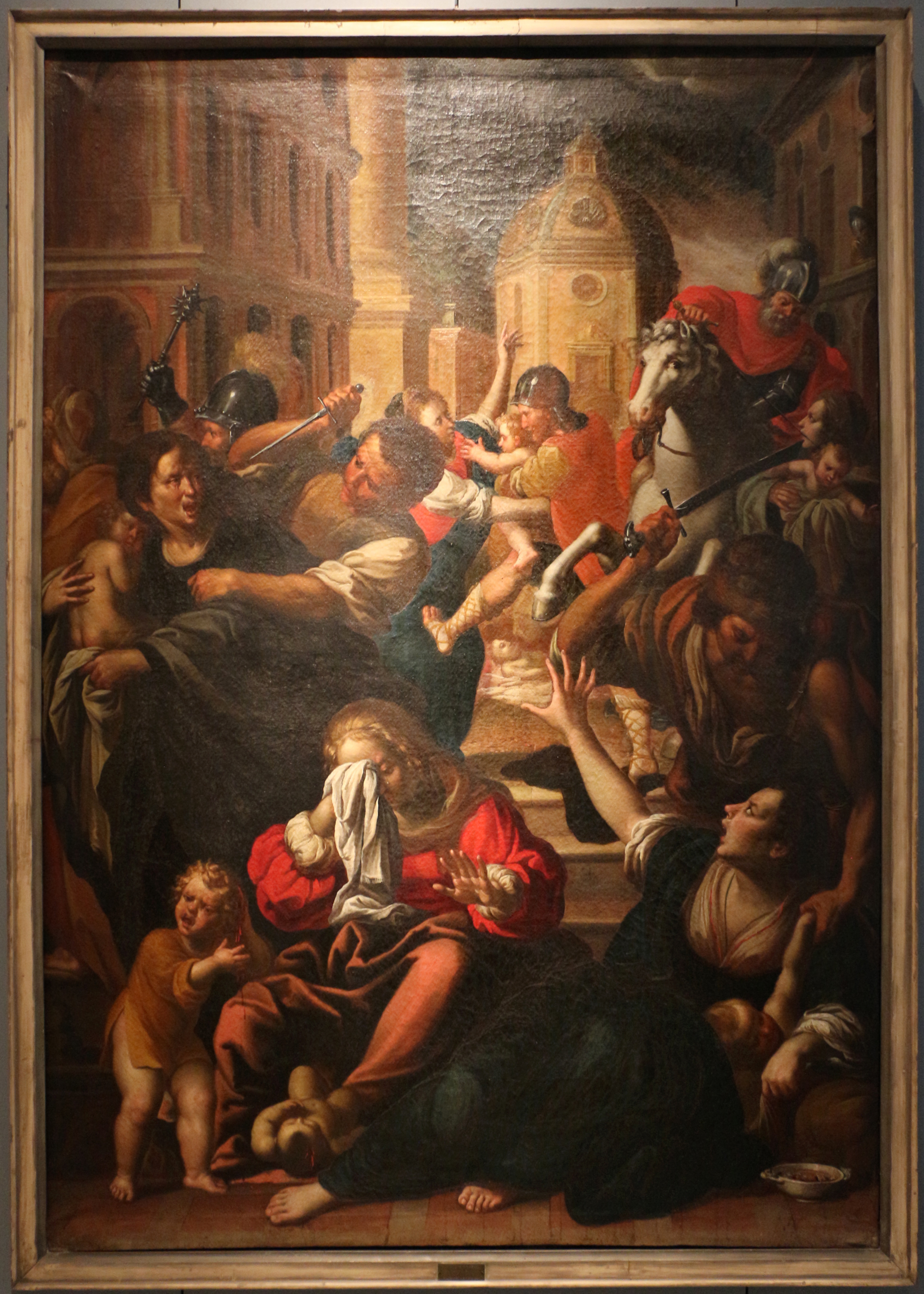
Giovanni Battista Tortiroli: Kindermord von Bethlehem, Museo Civico Ala Ponzone, Cremona

Giovanni Battista Tortiroli (* 1621 in Cremona; † 1651 ebenda) war ein italienischer Maler des Barock.
Er begann als Schüler des manieristischen Malers Andrea Mainardi, danach ging er nach Rom geschickt, um dort zu arbeiten und seinen Stil weiterzuentwickeln. In Rom studierte er die Arbeiten von Raffael. Er fand besonderen Gefallen an der Farbgebung von Jacopo Palma und zog nach Venedig.
An seinem Gemälde Kindermord von Bethlehem, ehemals in San Domenico in Cremona, sieht man Imitationen von Raffael, aber vor allem den venezianischen Stil.
Ein Schüler von Tortiroli war Giovanni Battista Lazzaroni.